# Holomitrium nodosum
Holomitrium nodosum är en bladmossart som beskrevs av Kyuichi Sakurai 1940. Holomitrium nodosum ingår i släktet Holomitrium och familjen Dicranaceae. Inga underarter finns listade i Catalogue of Life.